# Unterseeboot 288
Le Unterseeboot 288 (ou U-288) est un sous-marin allemand (U-Boot) de type VII.C utilisé par la Kriegsmarine (marine de guerre allemande) pendant la Seconde Guerre mondiale.

## Historique
Mis en service le 26 juin 1943, l'Unterseeboot 288 reçoit sa formation de base à Danzig au sein de la 8. Unterseebootsflottille jusqu'au 31 janvier 1944, puis l'U-288 intègre sa formation de combat à Drontheim avec la 13. Unterseebootsflottille.
Pour sa première patrouille, l'U-288 quitte le port de Kiel le 26 février 1944 sous les ordres de l'Oberleutnant zur See Willy Meyer pour rejoindre Narvik en Norvège qu'il atteint 15 jours plus tard, le 11 mars 1944.
Il appareille du port de Narvik le 23 mars 1944 pour sa deuxième patrouille, toujours sous les ordres de l'Oberleutnant zur See Willy Meyer. Après 12 jours en mer, l'U-288 est coulé, lors de l'attaque du convoi JW-58, le 3 avril 1944 en mer de Barents au sud-est de l'Île aux Ours en Norvège à la position géographique de 73° 44′ N, 27° 12′ E par des charges de profondeur et par des roquettes lancées d'un bombardier-torpilleur Fairey Swordfish (du Squadron 819), par des bombardiers-torpilleurs Grumman TBF Avenger et par des chasseurs Grumman F4F Wildcat des porte-avions d'escorte britanniques HMS Activity (du Squadron 819) et HMS Tracker (du Squadron 846).
Les quarante-neuf membres d'équipage meurent dans cette attaque.

## Affectations successives
- 8. Unterseebootsflottille à Danzig du 26 juin 1943 au 31 janvier 1944 (entrainement)
- 13. Unterseebootsflottille à Drontheim du 1er février au 3 avril 1944 (service actif)

## Commandement
- Oberleutnant zur See Willy Meyer du 26 juin 1943 au 3 avril 1944

## Patrouilles
|       | Commandant        | Départ          | Départ | Arrivée      | Arrivée | Jours    | Succès |
| ----- | ----------------- | --------------- | ------ | ------------ | ------- | -------- | ------ |
| 1     | Oblt. Willy Meyer | 26 février 1944 | Kiel   | 11 mars 1944 | Narvik  | 15 jours |        |
| 2     | Oblt. Willy Meyer | 23 mars 1944    | Narvik | 3 avril 1944 | Coulé   | 12 jours |        |
| Total | Total             | Total           | Total  | Total        | Total   | 27 jours | 0 t    |

Note : Oblt. = Oberleutnant zur See

### Opérations Wolfpack
L'U-288 n'a pas opéré avec les Wolfpacks (meute de loups) durant sa carrière opérationnelle.

## Navires coulés
L'Unterseeboot 288 n'a ni coulé, ni endommagé de navire ennemi au cours des deux patrouilles (27 jours en mer) qu'il effectua.

### Source et bibliographie
- (en) Cet article est partiellement ou en totalité issu de l’article de Wikipédia en anglais intitulé « German submarine U-288 » (voir la liste des auteurs).
- Chris Bishop, historien militaire (trad. de l'anglais par Christian Muguet), Les sous-marins de la Kriegsmarine : 1939-1945 : le guide d'identification des sous-marins [« The spellmount submarine identification guide : Kriegsmarine U-boats 1939-1945 »], Paris, Éd. de Lodi, 2008, 192 p. (ISBN 978-2-84690-327-1, OCLC 470721805, BNF 41298980)